# Jen Kish
Jennifer "Jen" Kish, född 7 juli 1988, är en kanadensisk rugbyspelare.
Kish var med och tog silver vid Världsmästerskapet i sjumannarugby 2013 med Kanadas landslag. Hon var även med och tog guld vid Panamerikanska spelen 2015 i Toronto.
Kish tävlade för Kanada vid olympiska sommarspelen 2016 i Rio de Janeiro. Hon var en del av Kanadas lag som tog brons i sjumannarugby.